# Pierre-Gustave Brunet
Pierre-Gustave Brunet, född den 18 november 1805 i Bordeaux, död där den 24 januari 1896, var en fransk bibliograf och polyhistor.
Brunet gav ut Elisabeth Charlotta av Orléans brevväxling (2:a upplagan 1869) och författade La France littèraire au XV:e siècle (1865) och Études sur la reliure des livres (1873, 2:a upplagan 1890).